# Neomariania
Neomariania é um gênero de traça pertencente à família Agonoxenidae.